# Anguerny
Anguerny è un ex comune francese di 815 abitanti situato nel dipartimento del Calvados nella regione della Normandia. Dal 1º gennaio 2017 il comune è stato accorpato al comune di Colomby-sur-Thaon per formare il nuovo comune di Colomby-Anguerny, che ne è divenuto comune delegato fino al 1º gennaio 2019, quando la fusione dei comuni accorpati è stata conclusa.

## Società

### Evoluzione demografica
Abitanti censiti